# Helmut Rieger (Maler)

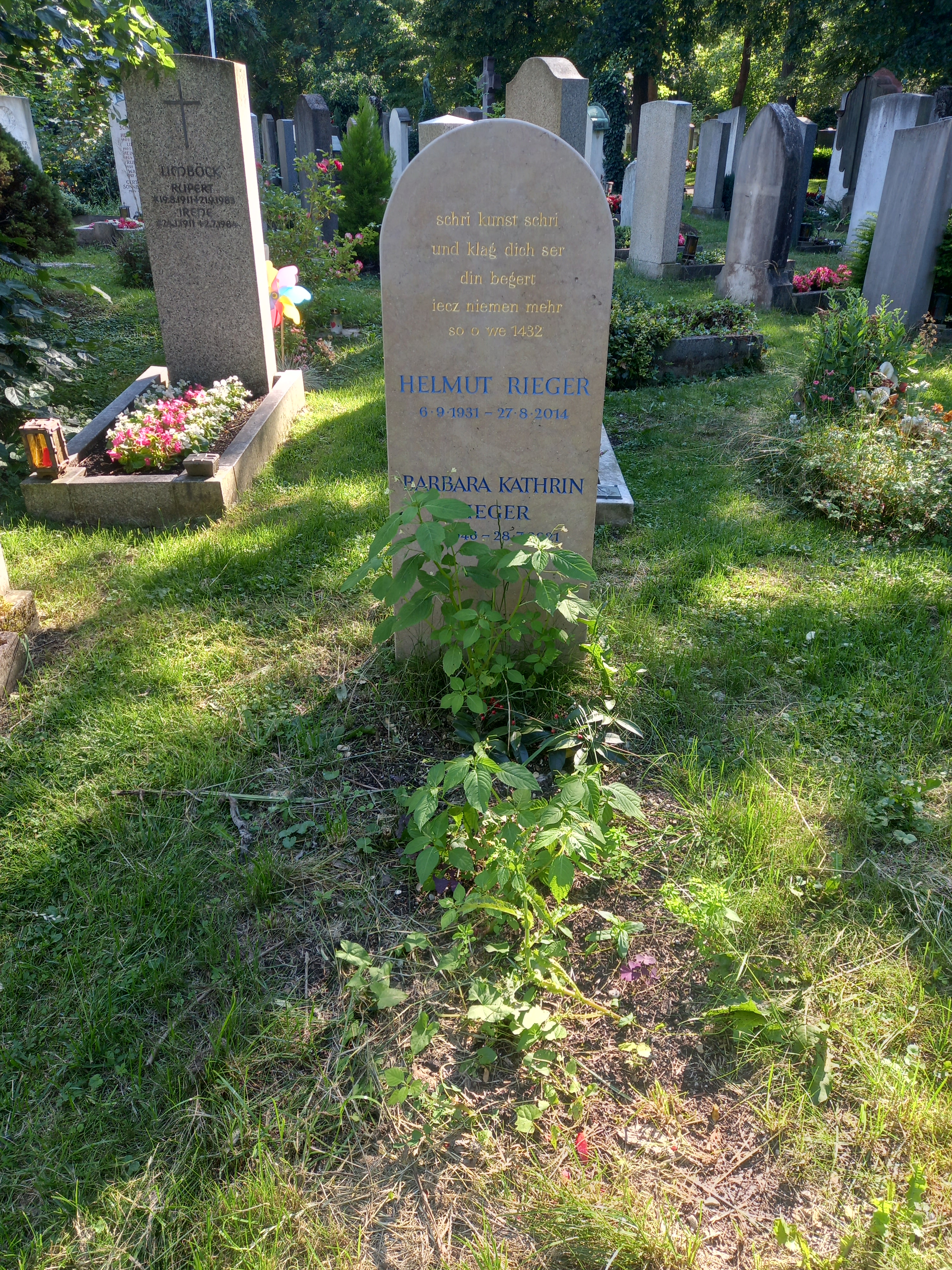
Das Grab von Helmut Rieger und seiner Ehefrau Barbara Kathrin auf dem Ostfriedhof (München)

Helmut Rieger (* 6. September 1931 in Neisse/Oberschlesien; † 27. August 2014 in München) war ein deutscher Maler.

## Leben
Helmut Rieger kam am Ende des Zweiten Weltkriegs nach der Flucht mit der Familie nach Bad Reichenhall, wo er seine Kindheit verbrachte und in eine Buchdruckerlehre ging. Von 1953 bis 1956 besuchte er die Meisterschule für Buchdrucker, Abteilung Grafik-Design, in München. Danach studierte er an der Akademie der Bildenden Künste in München und wurde Meisterschüler bei Erich Glette.
Rieger gehörte Ende der 1950er Jahre zu einer Gruppe von Münchener Kunststudenten, die sich den Stilvorgaben der Münchener Akademie zu versagen suchten. In den Gruppen Wir, Spur/Wir und Geflecht verfasste Rieger Manifeste, in denen das Malen und Zeichnen als Ausdruckskunst begriffen werden sollte. Ende der 1960er Jahre zog Rieger sich aus dem Gruppenzusammenhang zurück. Eine Erkrankung veranlasste Rieger in den 1970er Jahren, sich auch der Zeichnung und der Skulptur zuzuwenden. Anfang der 1990er Jahre erkrankte er erneut schwer, und die Grenzerfahrungen des Lebens spiegelten sich in seinem Werk. 
Seit 1997 war Rieger ordentliches Mitglied der Bayerischen Akademie der Schönen Künste.
Helmut Rieger verstarb am 27. August 2014 im Alter von 82 Jahren in München.

## Schriften und Ausstellungen (Auswahl)
- Zwischenräume, in: Geflecht, Heft 2 München 1966
- Helmut Rieger. Wachsbilder 1972–73. Galerie van de Loo, München 1973
- Magie des Bildes, in: Florian Rötzer: Kunst machen? Gespräche über die Produktion von Bildern, Leipzig 1993, S. 229–244
- Helmut Rieger. Arbeiten von 1959–1995. Museum Ostdeutsche Galerie, Regensburg 1996
- Helmut Rieger. Arbeiten von 1959–2000, Rathausgalerie München, München 2000
- Helmut Rieger. Orbis pictus – Welt aus Bildern. Galerie van de Loo, München 2008
- Helmut Rieger, „Afrika in mir“. Museum Lothar Fischer, Neumarkt i. d. Oberpfalz, 2012